# شیخ‌باغی
شیخ‌باغی (به ترکی آذربایجانی: Şıxbağı) یک منطقهٔ مسکونی در جمهوری آذربایجان است که در شهرستان زردآب واقع شده‌است. شیخ‌باغی ۳۹۶ نفر جمعیت دارد.
نام این روستا به معنای باغ شیخ است.